# Ryszard Dembiński (rotmistrz)
Ryszard Stefan Dembiński (ur. 24 lutego 1924 w Poznaniu, zm. 29 czerwca 2008 w Londynie) – polski weteran II wojny światowej i polonijny działacz społeczny.

## Życiorys
Urodził się jako syn pułkownika WP Włodzimierza, brata gen. dyw. Stefana Dembińskiego.
Jako piętnastolatek brał udział w kampanii wrześniowej 1939, w 1940 wywieziony do Kazachstanu, od 1941 w 8 dywizjonie rozpoznawczym 8 Dywizji Piechoty polskiej armii gen. Władysława Andersa w ZSRR, wraz z którą dostał się do Iranu, a później przez RPA, Brazylię i Kanadę dotarł do Wielkiej Brytanii. Do 1944 służył w 2 szwadronie 1 pułku rozpoznawczego I Korpusu PSZ, a do 1945 w 10 Brygadzie Kawalerii Pancernej 1 Dywizji Pancernej gen. Maczka. Po ukończeniu Szkoły Podchorążych Łączności w Szkocji został przydzielony jako dowódca plutonu łączności do 9 pułku Ułanów Małopolskich. Służbę zakończył w stopniu rotmistrza.
W latach 1956–2000 pracował w redakcji Przeglądu Kawalerii i Broni Pancernej, w Instytucie Polskim i Muzeum im. gen. Sikorskiego w Londynie od 1964 jako honorowy pracownik, w latach 1979–2003 jako prezes zarządu, a od 2004 jako honorowy prezes. Należał też do „Rady Studium Polski Podziemnej” i „Rady Dziedzictwa Archiwalnego” (przy Ministrze Kultury i Dziedzictwa Narodowego, jako honorowy członek od 1999). Był zastępcą członka przedostatniej (1987–1990) i członkiem ostatniej (1990–1993) Kapituły Orderu Odrodzenia Polski na Obczyźnie. Inicjator powołania „Fundacji Sztandarów PSZ” i „Stałej Konferencji Muzeów, Bibliotek i Archiwów Polskich na Zachodzie”.
Mąż Wandy Róży z d. Raczyńskiej, córki prezydenta Edwarda Raczyńskiego.
8 sierpnia został pochowany z honorami wojskowymi w dawnej rodzinnej posiadłości hrabiów Raczyńskich w Rogalinie.

## Odznaczenia
- Krzyż Komandorski Orderu Odrodzenia Polski (11 listopada 1990)
- Krzyż Oficerski Orderu Odrodzenia Polski (3 maja 1988)[1]
- Krzyż Kawalerski Orderu Odrodzenia Polski (15 sierpnia 1974)
- Brązowy Krzyż Zasługi (11 listopada 1975)
- Złoty Medal „Za zasługi dla obronności kraju” (5 stycznia 2007)
- Medal Pamiątkowy Wojny 1939–1945 z okuciem „Francja”